# فيكتوريانو سالادو ألفاريز
هذا الاسم عادة ما يستخدم ضمن التسميات الإسبانية : الجزء الأول أو اسم عائلة الأب هو سالادو أما الجزء الثاني فهو اسم عائلة الأم ألفاريز.
فيكتوريانو سالادو الفاريز (بالإسبانية: Victoriano Salado Álvarez)‏ (30سبتمبر1867- 13أكتوبر 1931) كان كاتبا مكسيكيا، وشخصية بارزة في النقاش حول الحداثة في الأدب المكسيكي. كما شغل منصب سكرتيرالشؤون الخارجية في حكومة الرئيس بورفيريو دياز (1911) [1]  ومبعوثا مفوضا فوق العادة و سفير المكسيك إلى غواتيمالا والسلفادور(1911-1912) . [2]
ولد في تيوكالتيتشي، خاليسكو، في 30  سبتمبر 1867 وتوفي في مكسيكو سيتي، في 13 أكتوبر1931.  [3]

## أعمال الراحل
```
   Episodios nacionales mexicanos (seven volumes, 1902-1906(
   De mi cosecha (1899(
   De autos (1901(
   México peregrino (1924(
   Memorias de Victoriano Salado Álvarez
   La vida azarosa y romántica de don Carlos María de Bustamante 
   La novela vivida del primer ministro de México en los Estados Unidos 
```